# Bombus morio
Bombus morio är en biart som först beskrevs av Nils Samuel Swederus 1787. Den ingår i släktet humlor och familjen långtungebin. Inga underarter finns listade.

## Beskrivning
Bombus morio är helsvart, med undantag för hanen, som delvis har de svarta håren i ansiktet, på nedre delen av mellankroppens sidor och ben uppblandade med vita eller ljusgrå hår. Vingarna är mörka, med ett violett skimmer i vissa riktningar. Arten är en stor humla: Drottningen är omkring 26 mm lång, arbetarna omkring 20 mm, och hanarna knappt 20 mm långa.

## Ekologi
Habitatet utgörs av tropiska regnskogar. Bona byggs främst på marken, även om underjordiska bon har påträffats.
Humlan försvarar ihärdigt sina bon, och de samlade attackerna från humlorna kan ge tydliga förgiftningssymptom hos fridstörarna (i likhet med alla bin utom honungsbin kan humlor stickas flera gånger). Två individer av en grupp forskare som i  en djungel i Venezuela råkade skada ett bo av Bombus morio blev stuckna flera gånger, med kraftiga smärtor i extremiteter och buk samt blåmärken och blödningar vid stickställena. Två timmar senare, när de initiala symptomen klingat av, drabbades de av kraftig svettning, frossbrytningar, illamående, kräkningar, förvirringssymptom och matthet. De drabbade fick söka läkare när de kom till bebyggda trakter, sex dagar efter händelsen, men tillfrisknade utan restsymptom.
Som många andra tropiska humlor kan denna art få flera generationer per år (åtminstone två), och är aktiv hela året.
Arten är polylektisk, den hämtar nektar och pollen från många olika familjer, framför allt korgblommiga växter, ärtväxter och potatisväxter, men också kransblommiga växter, ananasväxter, kannaväxter, vindeväxter, gurkväxter, fackelblomsväxter, pepparväxter, vattenhyacintväxter, måreväxter, malvaväxter, verbenaväxter och myrtenväxter. Pollen hämtas med en metod som på engelska kallas "buzz pollination"; humlan vibrerar flygmusklerna kraftigt, så att pollenet skakas av. Samtidigt lossnar en del av pollenet på humlans kropp och pollinerar växten.

## Utbredning
Utbredningsområdet omfattar norra Argentina (provinserna Catamarca, Chaco, Corrientes, Formosa, Jujuy, Misiones, Salta, Santa Fé, Santiago del Estero och Tucumán), Bolivia (departementen Cochabamba, Beni, La Paz, Santa Cruz och Tarija), Brasilien (delstaterna Bahia, Espírito Santo, Mato Grosso, Mato Grosso do Sul, Minas Gerais, Paraná, Pará, Rio Grande do Sul, Rio de Janeiro, Santa Catarina och São Paulo), Colombia (departementet Santander), Ecuador (provinserna Pichincha och Tungurahua), Paraguay, Peru (regionerna Cuzco och San Martín samt provinsen Lima), Uruguay samt Venezuela (delstaten Carabobo).

## Bevarandestatus
Bombus morio är en vanlig humla med ett vidsträckt utbredningsområde, och har därför klassificerats som livskraftig (LC) av Internationella naturvårdsunionen (IUCN). IUCN ser ändå habitatförlust till följd av utökad odling av sojabönor och biobränsle som ett potentiellt hot. Tänkbar konkurrens från inporterade, främmande humlearter för pollineringsändamål är en annan, potentiellt negativ faktor.

## Bildgalleri

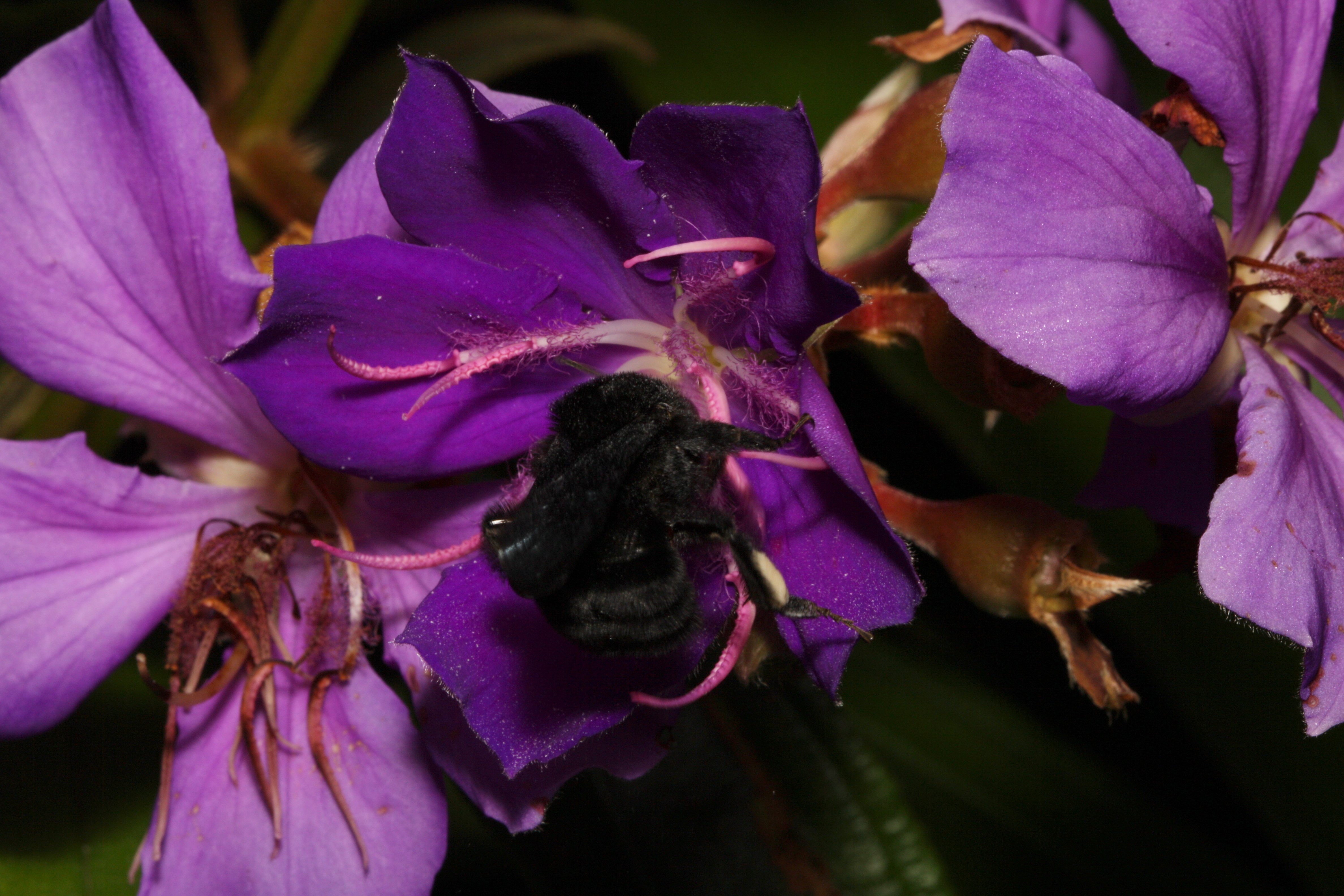
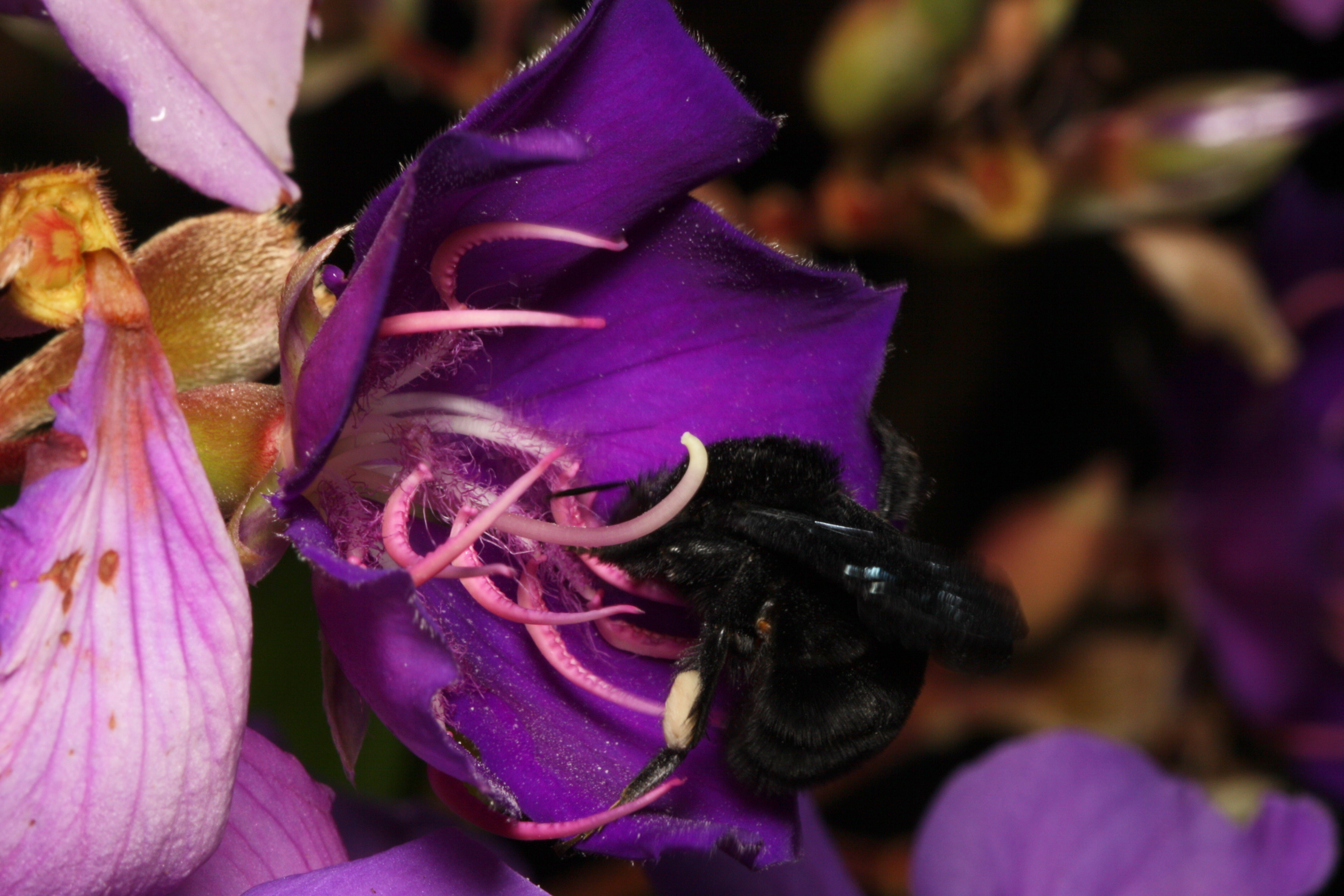